# Ludovic Iosif Urban Rudescu
Ludovic Iosif Urban Rudescu (nume la naștere Ludovic Iosif Urban Rodewald, cunoscut de asemenea și ca Ludovic Rodewald-Rudescu, n. 25 mai 1908, Cernăuți – d. 17 martie 1992, București) a fost un biolog român, de etnie german bucovinean.
Savantul fusese membru corespondent al Academiei Române din 21 martie 1963, membru al Societății Americane de Limnologie și Oceanografie, al Societății Americane de Microscopie și al Societății Internaționale de Limnologie.
Ludovic Iosif Urban Rodewald-Rudescu a fost tatăl profesorului universitar doctor Alexander Rodewald, director al Institutului de biologie umană al Universității din Hamburg, Germania, care este autorul (împreună cu biologul doctor Georgeta Cardoș, de la Institutul de biologie Victor Babeș din București) unui studiu de paleogenetică comparată a populațiilor vechi și foarte vechi de pe teritoriul României cu populația actuală a României.

## Biografie
După absolvirea studiilor liceale la Cernăuți, a urmat și absolvit Facultatea de Biologie la Universitatea din Cernăuți, după care au urmat diverse specializări la Berlin, Stockholm, Lund, Uppsala, Göteborg etc.
Din 1948, a fost cercetător la Institutul de Celuloză și Hârtie din București iar apoi la Institutul de Biologie. Doctor în științe naturale, specialitatea biologie, hidrobiologie și stuficultură, a fost, din 1967, șef de secție la Institutul de Biologie „Traian Săvulescu” din București.
Cercetări asupra rotiferelor, gastrotrichiilor și tardigradelor, grupe de animale din microfauna bentosului și planctonului. Studii asupra Deltei Dunării. Contribuții la studiul nutriției minerale a plantelor, al rezistenței lor la ger și la secetă.
A colaborat cu specialiști din Irak și Pakistan în domeniul valorificării stufului din Mesopotamia și a studiat deltele fluviilor Tigru, Eufrat, Indus, Gange și Brahmaputra. A colaborat, de asemenea, cu Academia de Științe a URSS în studiul deltei Niprului și a fluviului Volga și cu specialiștii din Cehoslovacia și Polonia în studiul macrofitelor acvatice.

## Lucrări științifice
- 1951—Ludovic Rudescu - Contribuții la problema valorificării stufului, Revista pădurilor, numărul 10,
- 1953—Ludovic Rudescu, S. Barbasch - Stuful și valorificarea lui,
- 1957 -- Aurel C. Banu, Ludovic Rudescu - Delta Dunării. Evoluția, viața și bogățiile ei,
- 1960—Ludovic Rudescu - Fauna Republicii Populare Române, secțiunea Trochelminthes, volumul 2 fascicula 2, Rotatoria,
- 1961—Ludovic Rudescu - Rotiferii din Marea Neagră, în Hidrobiologia, București,
- 1964—Ludovic Rudescu - Fauna Republicii Populare Române, secțiunea Arthropoda, volumul 4, fascicula 7, Tardigrada
- 1965—Ludovic Rudescu, Niculescu C., Chivu I. P. - Monografia stufului din Delta Dunării,
- 1965—Aurel C. Banu, Ludovic Rudescu - Delta Dunării,
- 1967—Ludovic Rudescu, Fauna Republicii Socialiste România, secțiunea Trochelminthes, volumul 2, fascicula 3, Gastrotricha,
- 1969—Ludovic Rudescu, Aurel C. Banu - Bibliographie roumaine du Danube inférieur,
- 1970 - Ludovic Rudescu, Aurel C. Banu - Deltele lumii